# SimulationX
SimulationX è un software CAE multi-dominio per la simulazione di sistemi fisici, sviluppato e distribuito da ESI ITI GmbH, con sede a Dresda, Germania. Studiosi e ingegneri, in ambito aziendale e nel mondo accademico, lo utilizzano come strumento per la progettazione, l'analisi e la verifica virtuale di sistemi meccatronici complessi, grazie alla sua capacità di modellare in un'unica piattaforma software le mutue interazioni tra elementi appartenenti ad una moltitudine di domini.
ITI ha lanciato sul mercato SimulationX, il successore di ITI-SIM, nel 2000, in risposta alla crescente richiesta di strumenti per la simulazione. Una delle sue principali capacità, nonché tradizionale campo di applicazione, è l'analisi steady-state delle trasmissioni meccaniche, grazie alla quale, nel 2006, il software ha ricevuto dalla AEI il premio Tech Award come “miglior prodotto per la simulazione di trasmissioni meccaniche”. L'ultima versione, SimulationX 3.6, è stata pubblicata nel settembre del 2013.

## L'azienda
SimulationX è sviluppato da ITI. Operante nell'ingegneria dei sistemi virtuali, le attività principali di ITI comprendono non solo lo sviluppo di software, ma anche servizi di consulenza tecnica, ingegneria e programmazione. La sede principale di ITI è a Dresda, Germania. La compagnia opera in tutto il mondo attraverso una rete di filiali e distributori.

## Domini e librerie

SimulationX 3-9 Electric Vehicle Laptop center

Il software supporta le funzionalità Windows ed include tipologie predefinite di elementi e librerie di modelli pronti all'uso appartenenti a tutti i domini fisici. Queste librerie classificano gli oggetti di un modello in accordo con gli aspetti fisici e con l'applicazione. Per costruire i modelli sono disponibili più di 500 elementi pronti all'uso appartenenti a più di 11 campi di applicazione. La possibilità di trascinare e rilasciare (più propriamente “drag and drop”) gli elementi direttamente nel modello semplifica ed accelera la fase di modellazione. In un unico modello comune si possono integrare attuatori idraulici, pneumatici ed elettrici, così come controlli, a sistemi multi-body. In un unico ambiente di simulazione si possono eseguire le fasi di pre-processamento, soluzione e post-processamento.
Nel corso di un calcolo il comportamento di un sistema può essere osservato ed analizzato, ed i parametri possono essere modificati durante il processo. Tra gli strumenti per la simulazione di sistemi fisici, SimulationX è noto per la sua interfaccia grafica user-friendly che offre la possibilità di realizzare modelli complessi in modo intuitivo e preciso.
Le librerie di SimulationX includono:
- Signal blocks: General Signal Blocks, Signal Sources, Linear Signal Blocks, Non-Linear Signal Blocks, Time-Discrete Signal Blocks, Special Signal Blocks, Switches
- Mechanics: Mechanics 1D (rotary, linear), Multibody systems, CAD Import via STL
- Power Transmission: Motors and Engines, Couplings and Clutches, Transmission Elements, Planetary Structures
- Electrical Engineering ed Electronics: Electronics (Analog), Magnetics, Electric Motors, Stepping Motors
- Fluid Power e Thermodynamics: Hydraulics (pressure source, tank, volume, differential cylinder, throttle, valves, plunger cylinder, constant and variable), pneumatics (gases and mixtures), Thermal-Fluid (single phase with liquids and gases, two-phase with coolants, refrigerants, NIST, water, wet air, gas mixtures)
- Special: Subsea Library: Subsea Hydraulics, Subsea Electrics, Offshore Handling[6]

## Modelica
SimulationX supporta il linguaggio di modellazione Modelica per simulare (sotto-) modelli creati individualmente e realistici. Possono essere eseguiti sia i modelli della Libreria Standard Modelica sia quelli puramente basati su questo linguaggio.

## Interfacce
SimulationX offre interfacce CAx aperte ed esaustive con programmi esterni per diversi scopi ed applicazioni, ad esempio CAE (VehicleSim(CarSim, BikeSim, TruckSim)), CAD (SolidWorks, PTC Pro/Engineer, Autodesk Inventor), CAM, Ottimizzazione assistita da calcolatore (ad esempio Isight, modeFRONTIER, OptiY), FEA/FEM, CFD.
La co-simulazione fornisce un'interfaccia generica, che può essere utilizzata per collegare SimulationX a strumenti CAE con setup predefiniti per particolari utilizzi (MSC.Adams, SIMPACK, MATLAB/Simulink, Fluent, Cadmould, etc.). L'accoppiamento assicura lo scambio di dati tra gli strumenti ed il software di simulazione. Sono anche disponibili strumenti per analisi olistiche strutturali e di sistema (calcolo dell'equilibrio, frequenze naturali, modi di vibrare, analisi input-output) e per collegare un modello a dei database. Un'interfaccia COM consente la comunicazione tra SimulationX ed altre applicazioni Windows per cicli di simulazioni definiti dall'utente, simulazioni embedded, studio di parametri o ottimizzazioni.
Le funzioni per l'esportazione di codice sorgente (Code-Export) supportano la generazione di codice sorgente C per l'integrazione perfetta del modello, applicazioni Hardware-in-the-loop (HiL), prototipazione rapida di controlli (Rapid Control Prototyping), Functional Mock-up Virtual Machine. Durante tutte le fasi degli attuali processi di progettazione, ingegneri e studiosi possono lavorare con un'ampia varietà di strumenti integrati senza soluzione di continuità. La connessione di SimulationX a piattaforme per test e simulazioni real-time come LabVIEW, NI VeriStand, dSPACE e SCALE-RT incrementa enormemente la produttività nel ciclo di progettazione e riduce le tempistiche per l'immissione sul mercato di nuovi prodotti.
SimulationX supporta la creazione e l'import di Functional MockUp Units(FMU) aderendo al progetto europeo Modelisar. Interfacce standardizzate facilitano lo scambio di modelli per simulazione indipendenti dalla piattaforma software utilizzata ed aumentano la flessibilità nella connessione con tool e modelli esterni.

## Utilizzo in ambito aziendale
SimulationX è ampiamente utilizzato dalla maggior parte delle aziende manifatturiere e dei fornitori in settori come quello automobilistico, aerospaziale, dell'energia, dei macchinari pesanti, navale, oil & gas, degli strumenti di precisione, ferroviario. La lista delle referenze comprende aziende come Audi, BMW, Daimler, Volkswagen, Continental, Schaeffler, Siemens, Demag, Husky, Nikon, Mitsubishi e Liebherr.

## Utilizzo in ambito accademico
SimulationX è utilizzato in tutto il mondo come valido strumento in campo accademico e nella ricerca.